# Cosquin Rock
Cosquin Rock ist eine argentinische Rockfestivalreihe in der Provinz Córdoba. Ursprünglich in der Stadt Cosquín abgehalten, findet sie seit 2011 auf dem Flugplatz von Santa María de Punilla südlich von Cosquín statt.
Das im Jahr 2001 gestartete Festival gehört zu den bedeutendsten Argentiniens und war eine Zeit lang das mit den höchsten Zuschauerzahlen (zwischen 60.000 und 120.000), bis es 2005 von den Festivals Quilmes Rock und Pepsi Music in Buenos Aires überrundet wurde; beide Festivals haben allerdings auch eine deutlich längere Dauer und sind eher als Konzertreihen anzusehen als das nach dem Vorbild von Open-Air-Festivals wie Woodstock organisierte Cosquin Rock.

## Organisation und Konzept
Organisiert wird das Festival von Nueva Tribu, einer Produktionsgruppe aus Córdoba. Der Termin ist um den Monatswechsel zwischen Januar und Februar auf dem Höhepunkt der touristischen Saison in den Fremdenverkehrszentren der Gebirgskette Sierras de Córdoba.
Der musikalische Schwerpunkt ist in den Varianten der Rockmusik (hauptsächlich Bluesrock, Heavy Metal und Punkrock) angesiedelt, wobei aber auch Bands der Stilrichtung Reggae und vereinzelte Vertreter des Pop zum Zuge kommen.
Neben den Superstars der Rockszene Argentiniens treten die Gewinner eines ausgedehnten landesweiten Bandwettbewerbs mit dem Namen Pre Cosquín auf dem Festival auf. Dieser Wettbewerb ist in zahlreiche Zonen gegliedert, um auch Bands aus kleineren Ortschaften die Chance zum Auftritt zu geben. Die Finalisten jeder Zone treten in einer zweiten Runde auf Provinzebene gegeneinander an, um die tatsächlichen Gewinner zu ermitteln.
Der Veranstaltungsort wechselte bisher zweimal. Ursprünglich fanden die Konzerte auf der Plaza Próspero Molina in Cosquín, die auch beim Folklorefestival von Cosquín den Hauptveranstaltungsort darstellt, statt. 2005 wurde das Festival auf ein Feld in San Roque, einem Dorf zwischen Cosquín und La Calera verlegt. Nach Problemen mit den Einwohnern des Ortes erfolgte 2011 eine erneute Verlegung nach Santa María de Punilla.

## Entwicklung

### 2001 bis 2004
Das erste Cosquín Rock wurde im Februar 2001 veranstaltet. Es sollte nach Aussagen der Organisatoren die Tradition des Festivals La Falda Rock wiederbeleben, das in den 70er Jahren zur Zeit der Militärdiktatur (Prozess der Nationalen Reorganisation) das einzige Rockfestival von Bedeutung in Argentinien war, da damals in zahlreichen Provinzen (u. a. Buenos Aires) Rockveranstaltungen ganz verboten waren.
Ort der Veranstaltung der Jahre 2001 bis 2004 war die Plaza Próspero Molina, auf der auch das Folklorefestival Cosquín stattfindet.
Das Festival dauerte vier Tage (Donnerstag bis Sonntag) und wurde auf einer einzigen Bühne ausgetragen. Mit Ausnahme einiger weniger Bands aus den Nachbarländern Chile und Uruguay beschränkte sich das Festival auf argentinische Künstler, darunter zahlreiche lokale Superstars wie Charly García, Las Pelotas, León Gieco und Bersuit Vergarabat. Trotz der Wirtschaftskrise waren alle Ausgaben des Festivals – selbst die Anfang 2002 – gut besucht.

### 2005 und 2006
Da die Zuschauerzahlen besonders ab 2003 im Kontext der allgemeinen Erholung Argentiniens aus der Wirtschaftskrise stark anstiegen, kam es zu zunehmenden Kapazitätsproblemen wegen der begrenzten Größe der Plaza. So entschieden die Organisatoren den Kauf eines Feldes nahe der kleinen Ferienkolonie San Roque, etwa 25 km von Córdoba entfernt, um mehr Spielraum für die Zuschauerzahlen und ein attraktiveres Ambiente zu erhalten. Ein weiterer Grund für die Verlegung war, dass eine konkurrierende Veranstaltergruppe ebenfalls einen Vertrag mit der Stadt Cosquín für ein Rockfestival auf demselben Platz mit dem Namen Siempre Rock abgeschlossen hatte. Trotz des Ortswechsels wurde der Name des Festivals aus Marketing-Gründen nicht geändert.
Cosquin Rock fand 2005 erstmals auf diesem neuen Gelände statt. Erstmals gab es drei Bühnen – eine für lokale Bands, eine Themenbühne, auf der je nach Tag Punkrock, Reggae, Bluesrock und Hardrock gespielt wurden – und ein Afterhour-Festzelt. Das Festival dauerte außerdem einen Tag länger, da am Mittwoch vor dem eigentlichen Beginn ein Exklusivkonzert für Inhaber der Eintrittskarte für alle vier Tage veranstaltet wurde. Als internationale Gäste traten die Hardcore-Band Sepultura sowie Marky Ramone auf.
Das Konkurrenzfestival Siempre Rock, das eine Woche später veranstaltet wurde, hatte zwar ebenfalls beachtliche Zuschauerzahlen, wurde jedoch nach nur einer Ausgabe nicht weitergeführt.
2006 fand das Festival mit demselben Konzept statt, allerdings gab es ein zusätzliches Zelt mit elektronischer Tanzmusik und Electro-Pop, in dem die erste Ausgame des Jahres des Electro Rock – eine andere Festivalreihe derselben Organisatorengruppe – veranstaltet wurde. Das Konzept bewährte sich nach Meinung vieler nicht, die Zuschauerzahlen des Zusatzfestivals blieben hinter den Erwartungen zurück.

### 2007–2010
Im Laufe des Jahres 2006 kam die Produzentengruppe Nueva Tribu zeitweise in die Kritik, weil sie mehrere Auftritte der Band Callejeros organisiert hatte. Diese Band war bekannt geworden, da während eines Auftritts in der Diskothek República Cromañón am Jahresende 2004 ein Brand ausbrach, der mehr als 190 Todesopfer forderte und in der Folge die Band, die an der Organisation dieses Konzerts beteiligt war, harsche Kritik einstecken musste. Teile der öffentlichen Meinung bezeichneten sie als Mitschuldige an diesem Unfall und forderten ein Auftrittsverbot.
Nachdem Nueva Tribu die Konzerte für Callejeros organisiert hatte, stellten sich einige sehr bekannte Rockbands, vor allem Divididos, die sonst immer als Stammgäste auf Cosquín Rock aufgetreten waren, gegen Nueva Tribu und verweigerten eine Teilnahme an weiteren Festivals dieser Veranstaltergruppe. Zeitweise war es unklar, ob das Festival unter diesen Bedingungen überhaupt stattfinden konnte.
Schließlich entschied sich Nueva Tribu für eine weniger umfangreiche Version von Cosquín Rock, die nur drei Tage (Freitag bis Sonntag) dauerte und auf der zahlreiche namhafte Bands fehlten.
Trotz dieser Einschränkungen war das Festival mit mehr als 60.000 Gästen angesichts der kurzen Dauer finanziell ein großer Erfolg. Bis 2010 wurde es mit einem ähnlichen Konzept weitergeführt.

### Ab 2011
2011 und 2012 fand das Festival in Santa María de Punilla auf dem Flugplatz des Ortes statt. Da der neue Veranstaltungsort größere Dimensionen aufweist als die vorhergehenden, wurde es möglich, auf dem Festivalgelände auch Kunstausstellungen, ein Kino und als Unterveranstaltung eine Ausgabe der in Córdoba populären Veranstaltungsreihe Bizarren Party anzubieten. Die Dauer von drei Tagen wurde beibehalten.